# Villa Tulumaya
Villa Tulumaya est une ville de la province de Mendoza, en Argentine. Elle est le chef-lieu du département de Lavalle.

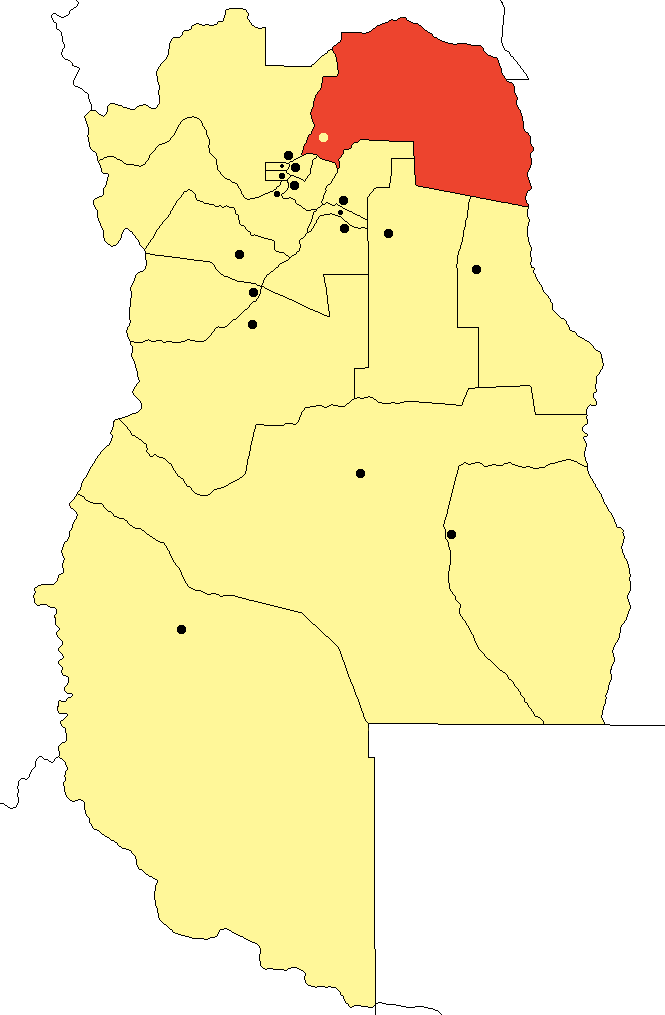
Localisation de la ville dans la province

## Population
Sa population s'élevait à 7 005 habitants en 2001, en augmentation de 25,45 % par rapport à 1991.